# Eichenschwärmer

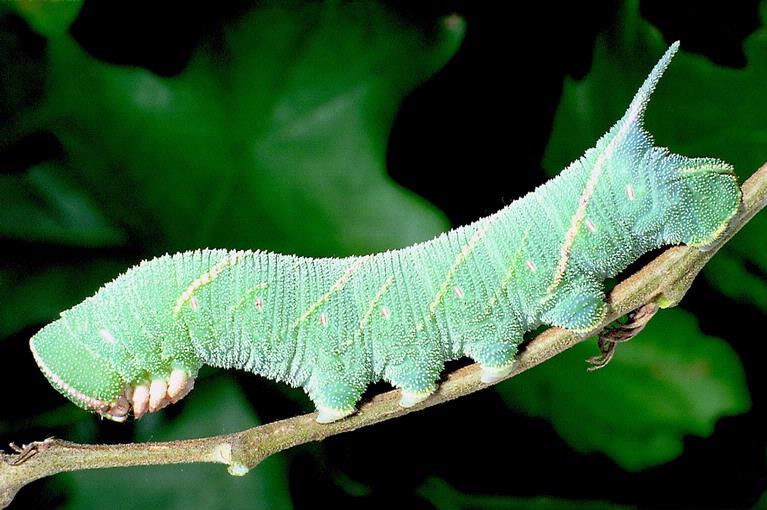
Raupe des Eichenschwärmers

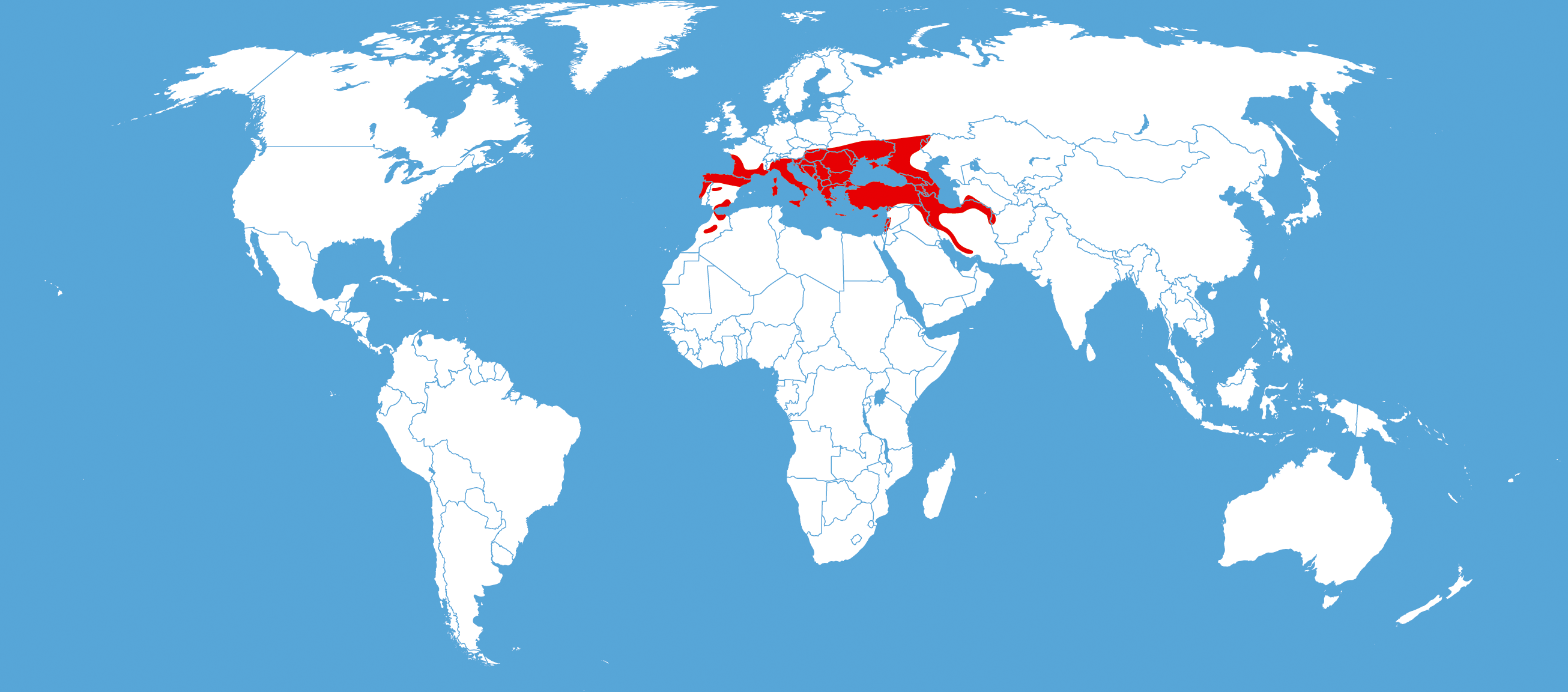
Verbreitung des Eichenschwärmers

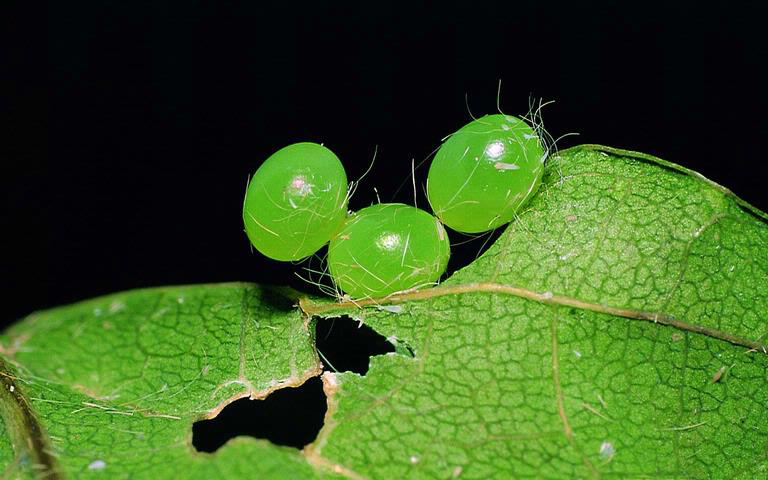
Eier

Der Eichenschwärmer (Marumba quercus) ist ein Schmetterling (Nachtfalter) aus der Familie der Schwärmer (Sphingidae).

## Merkmale
Die Falter erreichen eine Flügelspannweite von 85 bis 100 Millimetern, bei den Weibchen kann sie bis zu 125 Millimeter betragen. Die Färbung ist sehr variabel: Die Grundfarbe der Vorderflügel variiert von hellem Ocker bis zu dunklem Graubraun. Das Mittelfeld wird von geschwungenen braunen Querlinien eingefasst, die an den voneinander abgewandten Seiten am Costalrand breit dunkel angelegt sind. Je zwei weitere unvollständige Querlinien befinden sich im Wurzel- und im Saumfeld; sie sind am Costalrand am deutlichsten und verlieren sich zum Hinterrand hin. Im Tornus (Innenwinkel) sitzt ein dunkelbrauner Punkt und daneben, am inneren Flügelrand, ein ebenso gefärbter, länglicher Fleck. Der Außenrand ist unregelmäßig gewellt und erinnert an den Umriss von Eichenblättern. Die Hinterflügel sind bräunlichgelb mit einem undeutlich begrenzten, rotbraunen Fleck, der von der Basis bis ins Mittelfeld zieht, und einer dunkelbraunen Postdiskalbinde, die aber nur am Tornus gut entwickelt ist und sich zum Vorderrand hin verliert. Farbvarianten der Art gibt es unter anderem in Grautönen, in Braun mit weißlichgelben Querbinden, ganz ohne Querbinden oder an der Hinterflügelbasis violettbraun gefärbt.

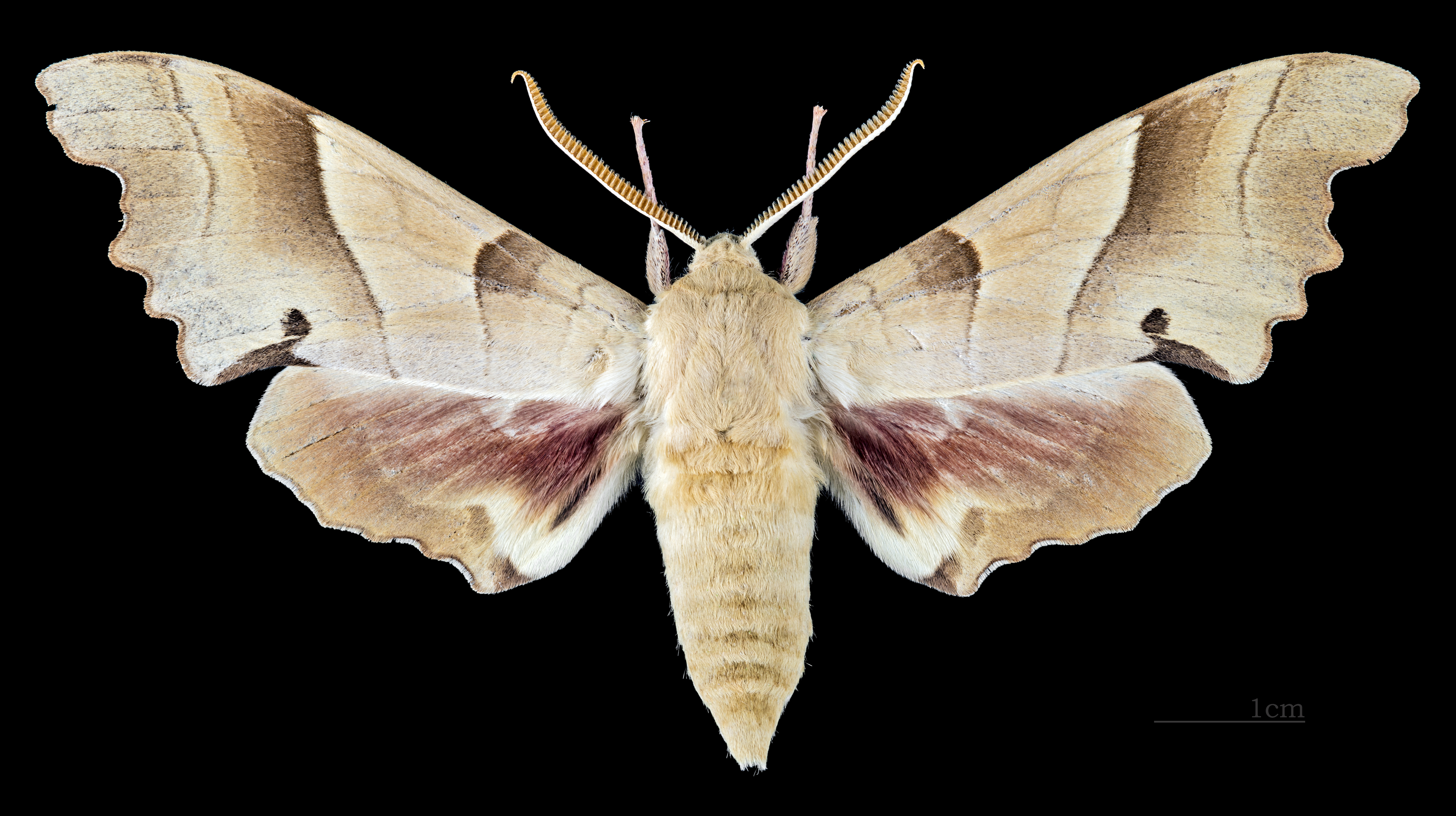
♂
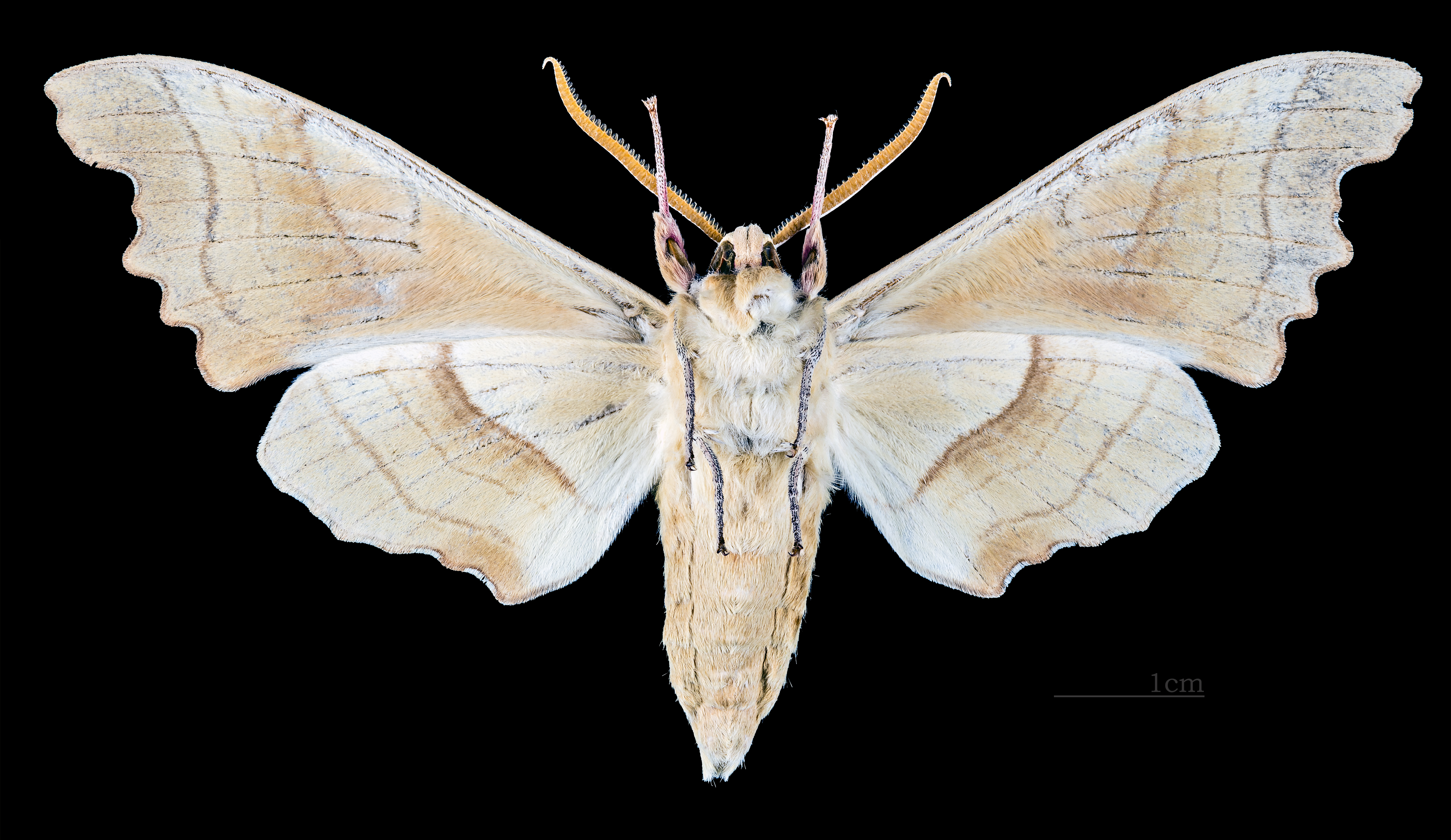
♂ △
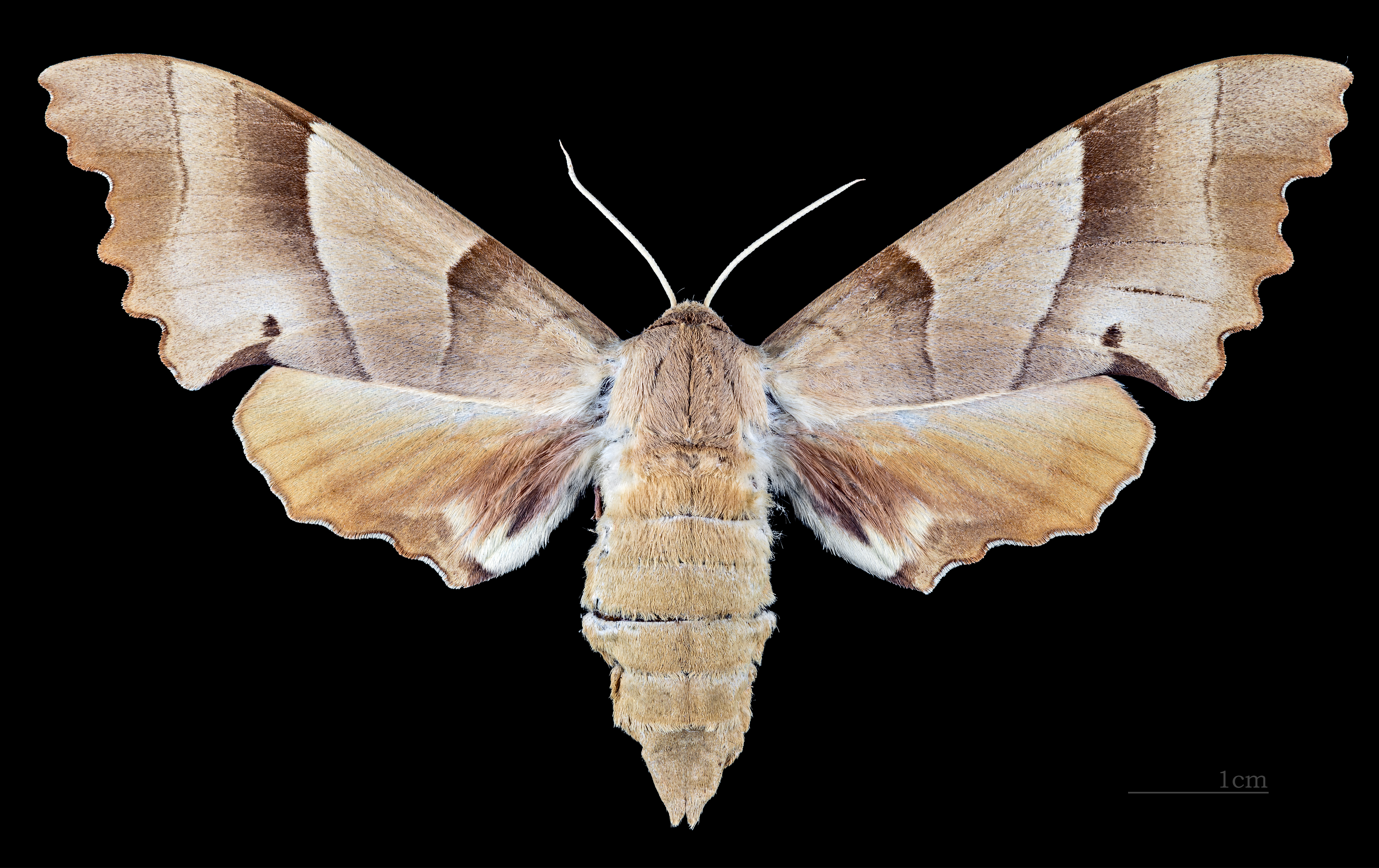
♀
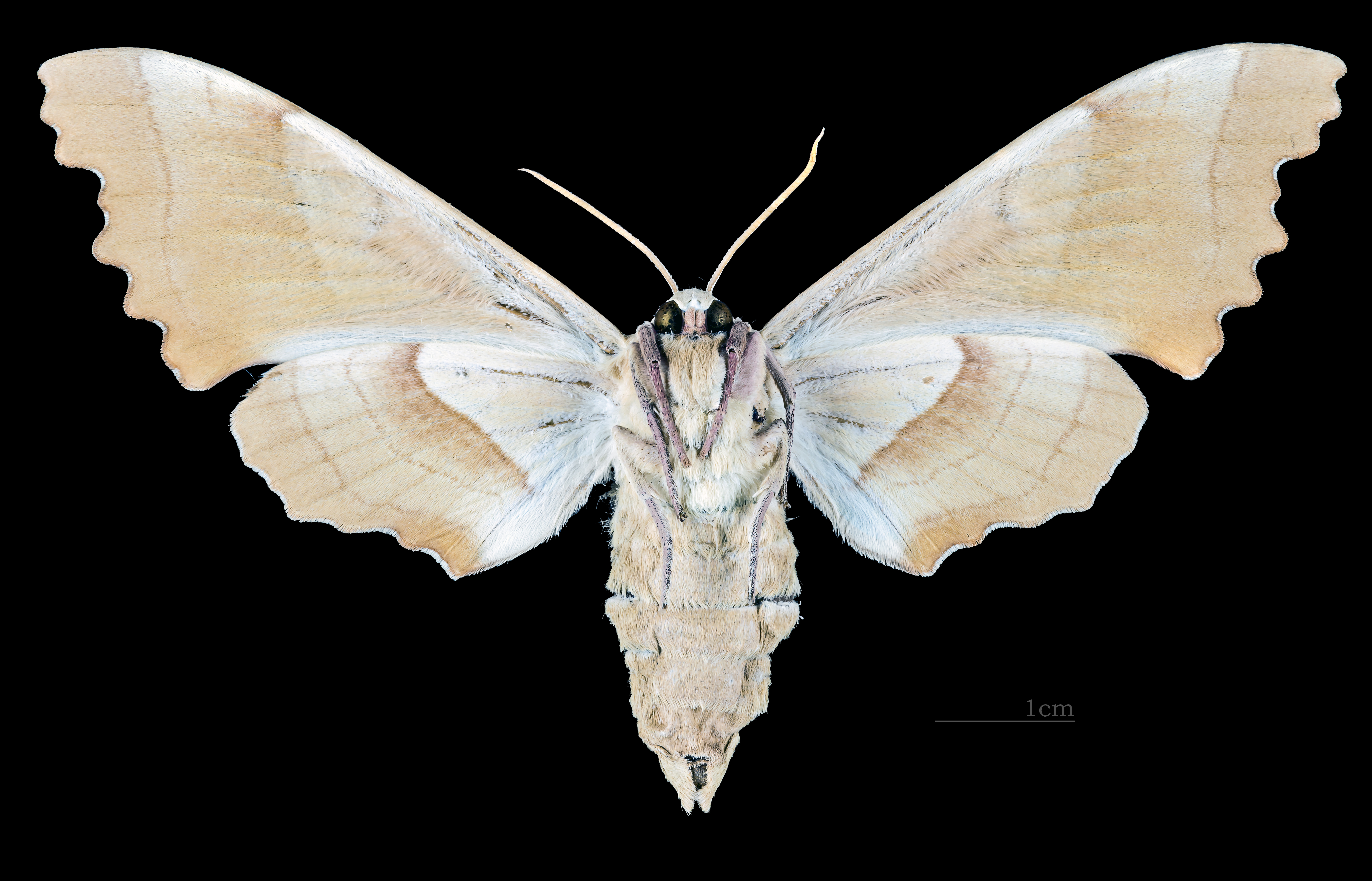
♀ △

Die Raupen werden 65 bis 80 Millimeter lang. Sie sind blaugrün oder hellbläulich gefärbt, haben feine, weißlichgelbe Tuberkel und an den Seiten sieben hellgelbliche, schräg von unten nach oben hinten verlaufende Streifen, von denen der zweite deutlich schwächer gefärbt ist als die übrigen. Das Analhorn ist bläulich bis grünlich gefärbt.

### Synonyme
- Sphinx denisii Fuessly, 1779[1][2]
- Marumba mesopotamica O. Bang-Haas, 1938[1][2]
- Marumba schirasi O. Bang-Haas, 1938[1][2]

## Vorkommen
Die Art kommt vor allem im Mittelmeergebiet, östlich bis in den Iran vor. Die nördliche Verbreitungsgrenze verläuft durch Ungarn und Niederösterreich und schließt auch die südlichsten Alpentäler mit ein. In den heißen Gebieten Spaniens erreicht die Art Höhen von 1.500 Metern. Man findet sie in lichten Eichenwäldern, in meist geringen Populationsdichten. Trockene, sonnendurchflutete und junge Wälder an Hängen, auf denen das Erdreich locker ist, werden bevorzugt.

## Lebensweise
Die Falter besitzen nur einen verkümmerten Saugrüssel und können deswegen keine Nahrung aufnehmen. Tagsüber ruhen sie im Laub der Bäume und imitieren abgestorbene Blätter. Abends und nachts lassen sie sich durch Lichtquellen anlocken.

### Flug- und Raupenzeiten
Die Falter fliegen in den nördlichen Teilen ihres Verbreitungsgebiets in einer Generation zwischen Juni und September, im Süden fliegen sie in zwei Generationen im Mai und Juni sowie im August und September.

### Nahrung der Raupen
Die Raupen ernähren sich von Eichen (Quercus), wie beispielsweise von Stieleiche (Quercus robur), Steineiche (Quercus ilex) und Korkeiche (Quercus suber), bevorzugen aber Arten mit trockenem Laub.

## Entwicklung
Die Weibchen legen ungefähr 100 Eier einzeln an die Unterseite von einzeln stehenden Eichen an sonnigen Standorten. Die ovalen Eier sind 3,5 × 3 Millimeter groß und blassgrün gefärbt. Kurz vor dem Schlupf kann man die zunächst hell gelbliche Raupe durch die Eischale gut erkennen. Die Raupe, die nach dem Schlupf bereits etwa acht bis zwölf Millimeter misst, frisst wenn überhaupt, nur die Eischale und sucht sich sodann einen geeigneten Platz für die erste Häutung. Dazu spinnt sie sich an der Blattunterseite fest, häutet sich aber erst nach etwa drei Tagen. Das Analhorn ist anfangs überdimensional groß und hat eine gelbliche Basis, ansonsten eine orange Färbung. Die Spitze ist etwas dunkler gefärbt. Erst nach der Häutung bekommen sie nach und nach ihre grüne Färbung. Nach weiteren sechs Wochen sind die Tiere ausgewachsen und verfärben vor der Verpuppung rötlich-braun. Sie klettern dann abends oder in den Morgenstunden auf den Erdboden. Die Verpuppung findet mindestens zehn Zentimeter tief im Boden statt.